# Weiden, Birkenfeld
Weiden là một đô thị gần thành phố Idar-Oberstein ở huyện Birkenfeld, trong bang Rheinland-Pfalz, phía tây nước Đức. Đô thị Weiden, Birkenfeld có diện tích 2,6 km², dân số thời điểm ngày 31 tháng 12 năm 2006 là 81 người.